# Institut supérieur de statistique et de nouvelles technologies de Goma
L’Institut supérieur de statistique et de nouvelles technologies, ISSNT, a ouvert ses portes à Goma, dans la province du Nord Kivu, au cours de l’année académique 2005-2006 et a été reconnu officiellement en mai 2006 par un arrêté du Ministre de l'Enseignement supérieur.

## Présentation
ISSNT recrute soit des jeunes finalistes des humanités soit des adultes travailleurs qui cherchent à parfaire leur formation ; les candidats peuvent être congolais ou étrangers. Actuellement seules trois filières proposées : Statistique, Démographie appliquée et Informatique de Gestion. L'institution prévoit aussi les Sciences commerciales et financières. 
L'Institut dispose d'un laboratoire destiné aux recherches et travaux pratiques des étudiants et aux recherches des enseignants, d'une bibliothèque physique et numérique et d'un Centre informatique et statistique ouvert au public qui s'occupe de la consultante en Statistique et démographie ainsi que des recherches[réf. souhaitée].

## Programmes de formation
La formation comporte plusieurs modules spécifiques à chaque option.
Statistique
- Module Statistique et Probabilité
- Module Mathématique
- Module Gestion, Économie
- Module Informatique
- Module Général

Gestion informatique
- Module Informatique
- Module Gestion
- Module Statistique et Mathématique
- Module Général

## Débouchés
L'Institut forme des techniciens capables de :
- préparer, organiser la récolte de données dans différents domaines, leur traitement correct ainsi que la préparation de la mise en œuvre des résultats d’analyse ;
- monter des entreprises en mettant sur pied de bonnes stratégies de gestion qui peuvent provoquer le développement de tout homme en particulier et du pays en général ;
- analyser les différents mouvements de la population et proposer des pistes efficaces et adaptées du développement :
- planifier, mettre en œuvre et évaluer des projets de développement ;
- faire une analyse efficace des systèmes d’informations et monter des applications informatiques pour rendre efficace et efficiente la gestion des entreprises publiques et privées ;
- utiliser les techniques rationnelles de gestion financière et commerciale pour le progrès des initiatives locales, des entreprises publiques et privées.